# Fizzical
Die Fizzical war eine Segelyacht, mit der das britische Yachtmagazin Yachting Monthly verschiedene Havarieszenarien durchspielen ließ. Das Boot wurde als Crash Test Boat besonders in England bekannt.
Im Rahmen der Testreihe wurde die Yacht unter anderem auf eine Sandbank gesteuert, zum Kentern gebracht und in Brand gesetzt. Es wurden Lecks in die Bordwand geschlagen und die Folgen unsachgemäßer Wartung von Gasinstallationen gezeigt.
Die Versuche wurden durch Film- und Fotoaufnahmen dokumentiert und die Ergebnisse als preisgekrönte Artikelserie in Yachting Monthly, als Buch, als Videos und als App veröffentlicht. Sie deckten wichtige Sicherheitslücken im Yachtbau auf und führten zu verbesserten Verhaltensmaßregeln bei Havarien.

## Vorgeschichte

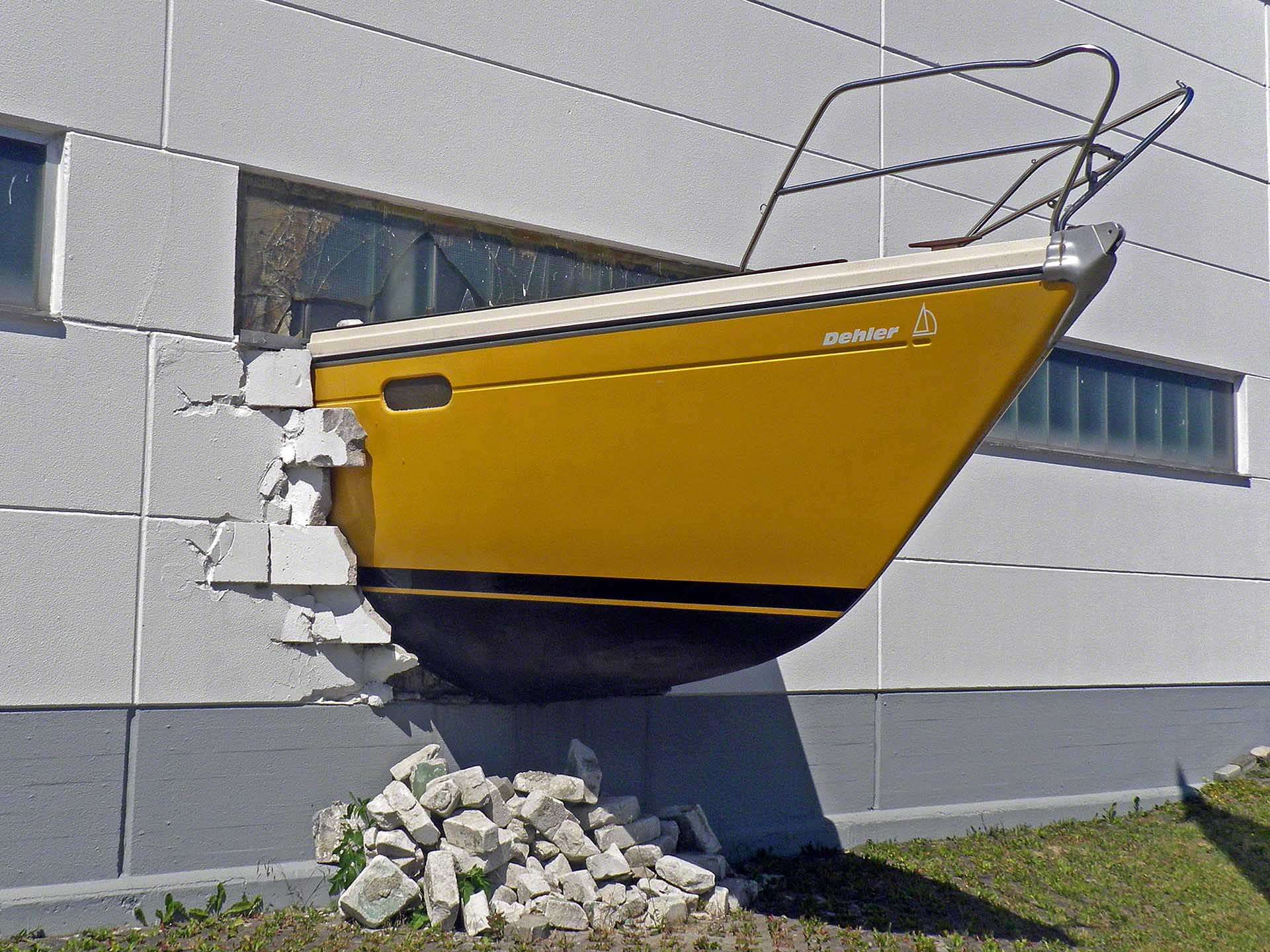
Installation an der ehemaligen Dehler-Werft, in Anspielung auf den Crashtest von 1988

Während für Autos Crash-Tests zur Überprüfung der Unfallsicherheit vorgeschrieben sind, gibt es für Sportboote zwar Konstruktionsvorschriften in Form der sogenannten CE-Sportbootrichtlinie, diese werden aber nicht experimentell auf ihre Tauglichkeit überprüft. Welchen Grad an Sicherheit ein sicherheitskritisches Bootsteil tatsächlich bietet, ist daher kaum praktisch erprobt.
Ein erster größerer Versuch fand im Mai 1988 statt, als ein Team der deutschen Zeitschrift Yacht eine Dehler 31 vor Damp absichtlich und mehrfach gegen verschiedene Hindernisse fuhr, darunter ein schwimmendes Fass, einen Baumstamm, eine schwimmende Plattform und schließlich die Hafenmole. Die Tester hatten damit gerechnet, dass die Yacht sinken oder zumindest starken Wassereinbruch erleiden würde; sie hatten sie daher mit besonders starken Lenzpumpen ausgerüstet und aus Gewässerschutzgründen den Motor ausgebaut. Zum Erstaunen der Tester drang kein Wasser ins Boot ein und es trug bis auf einige deutliche Kerben im Bug kaum erkennbare Schäden davon. Dies zeigte, dass Kunststoffyachten widerstandsfähiger gegen Kollisionen sind als vorher angenommen.
2011 entschloss sich die englische Yachtzeitschrift Yachting Monthly, mit einer durchschnittlichen Fahrtenyacht erstmals die wahrscheinlichsten Havarieszenarien systematisch durchzutesten. Bis dahin gab es lediglich vereinzelte Versuche sowie Erfahrungsberichte von Ernstfällen. Dabei sollte nicht nur die Widerstandsfähigkeit des Boots und der Umfang der zu erwartenden Schäden untersucht werden, sondern auch die praktische Tauglichkeit der gängigen, im Segelunterricht und in Fachbüchern empfohlenen Regeln zur Havarieabwehr und -bekämpfung, um praxiserprobte Empfehlungen für die mitzuführende Notfallausrüstung und das Verhalten im Notfall geben zu können.
Das Boot für diese Tests wurde von einer Versicherung gesponsert. Die Fizzical war eine Jeanneau Sun Fizz mit Ketschtakelung. Sie war 1982 vom Stapel gelaufen und daher zum Zeitpunkt der Tests schon 23 Jahre alt. Das Boot ist 40 Fuß (12,30 m) lang und wiegt etwas über 7300 kg.

## Die Testreihe

### Strandung
Um zu testen, wie man eine auf Grund gelaufene Yacht wieder freibekommt, wurde das Schiff im Solent auf Grund gesetzt und versucht, den Tiefgang durch Krängung zu verringern. Die Krängung selbst war schwierig zu erzeugen und gelang erst, als das Beiboot schwer beladen als Gewicht an die Nock des Großbaums gehängt wurde. Ebenso wurde versucht, einen Umlenkblock mit einem Warptau (das zu einem Anker oder einem anderen Schiff führt) an einem Fall in den Mast zu ziehen. Die Mastspitze gibt den besten Hebelarm auf einem Schiff ab. Dann kann die Leine mit einer Winsch angeholt werden, um das Boot zu krängen.

### Kenterung
Aufgrund der großen Stabilität der Segelyacht konnte das Durchkentern nur mithilfe eines Krans simuliert werden. Es wurden zwei Tests durchgeführt, einmal unvorbereitet und einmal mit einem sturmtauglich gemachten Schiff. Motor und Batterie wurden zusätzlich gesichert, da es Berichte gab, dass das Motorfundament den Belastungen einer Kenterung nicht immer standhält. Im ungesicherten Zustand wurden durch das Kentern sämtliche unbefestigten Gegenstände durch das Schiff geschleudert, Backskisten öffneten sich und ließen große Mengen Wasser eindringen. Es wird vermutet, dass dieses Chaos und die dadurch entstehende Panik zu einem überstürzten Aufgeben des Schiffes führen kann, wie etwa beim Fastnet-Rennen von 1979. Im sturmtauglichen Schiff wurden Bodenbretter, Schapps und Deckel, der Niedergang und die Backskisten mit Schrauben, Haken, Vorhängeschlössern und Netzen gesichert. Beim Kentern wurden dadurch wesentlich weniger Gegenstände herumgeschleudert, auch wenn in die Backskisten weiterhin viel Wasser eindrang.

### Mastbruch

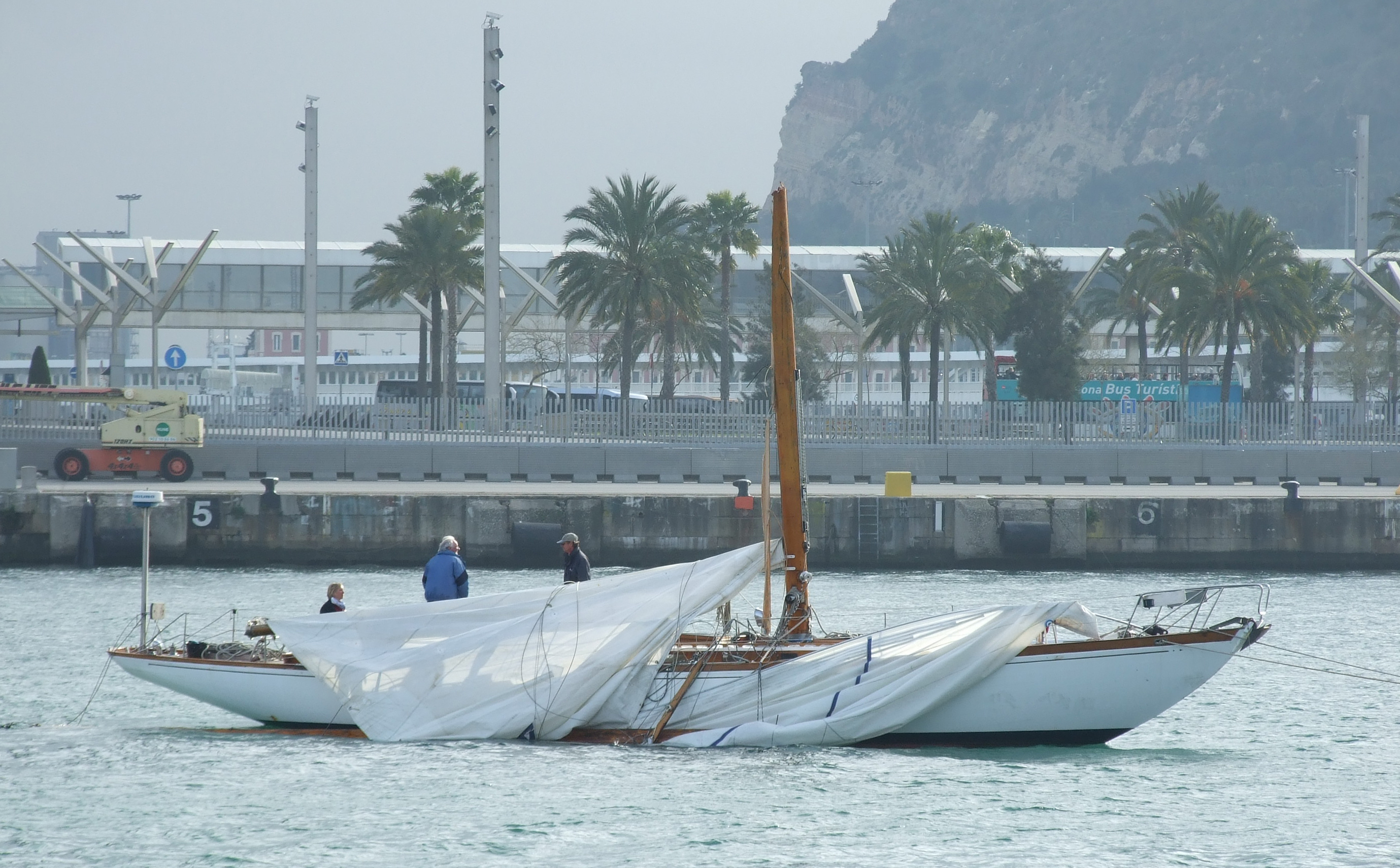
Segelyacht mit gebrochenem Mast

Wenn der Mast bricht, muss dieser möglichst schnell vom Schiff getrennt und geborgen oder versenkt werden, denn sonst besteht die Gefahr, dass der Mastrest im Seegang den Rumpf beschädigt und ein Leck die Folge ist. Mit dem im Wasser befindlichen Mast und den daran noch immer befestigten Segeln und Leinen ist es auch praktisch ausgeschlossen, unter Maschine einen Hafen anzulaufen.
Um realitätsnah einen Mastbruch zu simulieren, wurden die Stahlbolzen, die die Wanten gegen die Püttings sichern, durch dünne Fiberglasstäbe ersetzt und durch Fahren einer Wende die Backbordwanten gebrochen, so dass der Mast dann in der Mitte durchbrach. Zum schnellen Kappen der Wanten eigneten sich unter anderem Bügelsägen, Beißzangen, Bolzenschneider, Drahtseilscheren sowie hydraulische Wantenschneider. Es wurde empfohlen, eines oder zwei dieser Werkzeuge mitzuführen.
Der anschließende Versuch, den etwa fünf Meter langen Mastrest zu bergen, stellte sich als überraschend schwierig heraus. Eine vierköpfige Mannschaft benötigte dazu fast drei Stunden. Das führte zu der Schlussfolgerung, dass längere Maststücke oder kleinere Mannschaften eine Bergung unmöglich machen würden.

### Notrigg
Mit dem geborgenen Material wurde eine Notrigg gestellt. Dazu wurde der Rest des Mastes aufgeriggt, aus dem Großsegel ein Rahsegel zugeschnitten und mit dem Spinnakerbaum als Rah aufgezogen. Auf diese Weise konnte das Boot wieder Fahrt aufnehmen. Die Fock, in Form eines Trysegels gesetzt, verbesserte die Am-Wind-Segeleigenschaften deutlich. Liegt der Hafen in Windrichtung, sollte daher möglichst eine Variante mit einem Schratsegel gewählt werden. Hilfreich für den Bau des Notriggs sind auch Ersatzschäkel und -blöcke sowie genügend Tauwerk in Reserve.

### Wassereinbruch
Zur Erprobung von Maßnahmen gegen Lecks wurde die Yacht gezielt leckgeschlagen und an einem Kran hängend ins Wasser gelassen. Zwischen den Tests konnte sie so wieder angehoben und das eingedrungene Wasser über angebrachte Ablauflöcher abgelassen werden. Der Rumpf erwies sich dabei als recht widerstandsfähig; es dauerte 25 Minuten, mit einem Vorschlaghammer ein etwa 10 × 10 cm großes Loch zu schlagen. 
Bei der Leckbekämpfung erwies sich eine schnelle Lokalisation des Lecks entscheidend. Lag das Leck unter der Wasserlinie, war das Abdichten erheblich schwerer. Als Sofortmaßnahme eignete sich eine mit einem Handtuch umwickelte automatische Rettungsweste, die in das Loch gestopft und ausgelöst wurde. Die sich aufblasende Rettungsweste dichtete das Leck schnell und sicher ab, vergrößerte es aber auch. Andere Versuche mit Regenschirmen, Müll- und Segelsäcken scheiterten. 
Für eine längerfristige Abdichtung zum Erreichen des nächsten Hafens eigneten sich Kollisionsmatten und angeschraubte Holzbretter. Bei letzteren bereitete es allerdings Probleme, dass kaum geeignete gerade Flächen vorhanden sind.

### Rumpfdurchbrüche

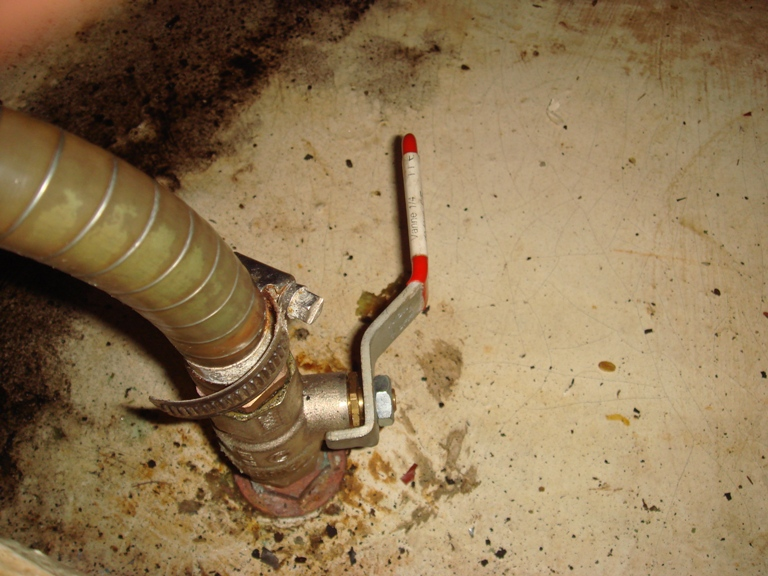
Ein Seewasserventil

Bei Rumpfdurchbrüchen für Betriebsflüssigkeiten stellen abreißende Schläuche und brechende Ventile eine Leckgefahr dar. Bei den Tests zur Abdichtung eines abgerissenen Ventils bewährten sich Leckpfropfen aus Holz und Schaumstoff, spezielle Dichtmassen, aber auch Karotten und Kartoffeln als Notlösungen.

### Feuer
Feuer an Bord ist eine sehr ernst zu nehmende Gefahr, und ein Ausbruch muss sofort entschlossen bekämpft werden. Anders als an Land kann man ja nicht einfach rechts ranfahren und auf die Feuerwehr warten. Häufige Brandursachen sind Brände im Maschinenraum, beim Kochen und solche, die durch fehlerhafte Elektrokabel entstehen.
Die Untersuchungen zu Auswirkungen und Bekämpfungsmöglichkeiten von Bränden in der Schiffsküche und dem Motorraum führten zu folgenden Empfehlungen: regelmäßige Überprüfung und Wartung der Feuerlöscher, Installation von Gasmeldern für Kohlenstoffdioxid und Kohlenstoffmonoxid sowie einer automatischen Brandlöschanlage oder zumindest einer Motorraumabdeckung mit Löschklappe und Minimierung der Brandlast.

### Explosion

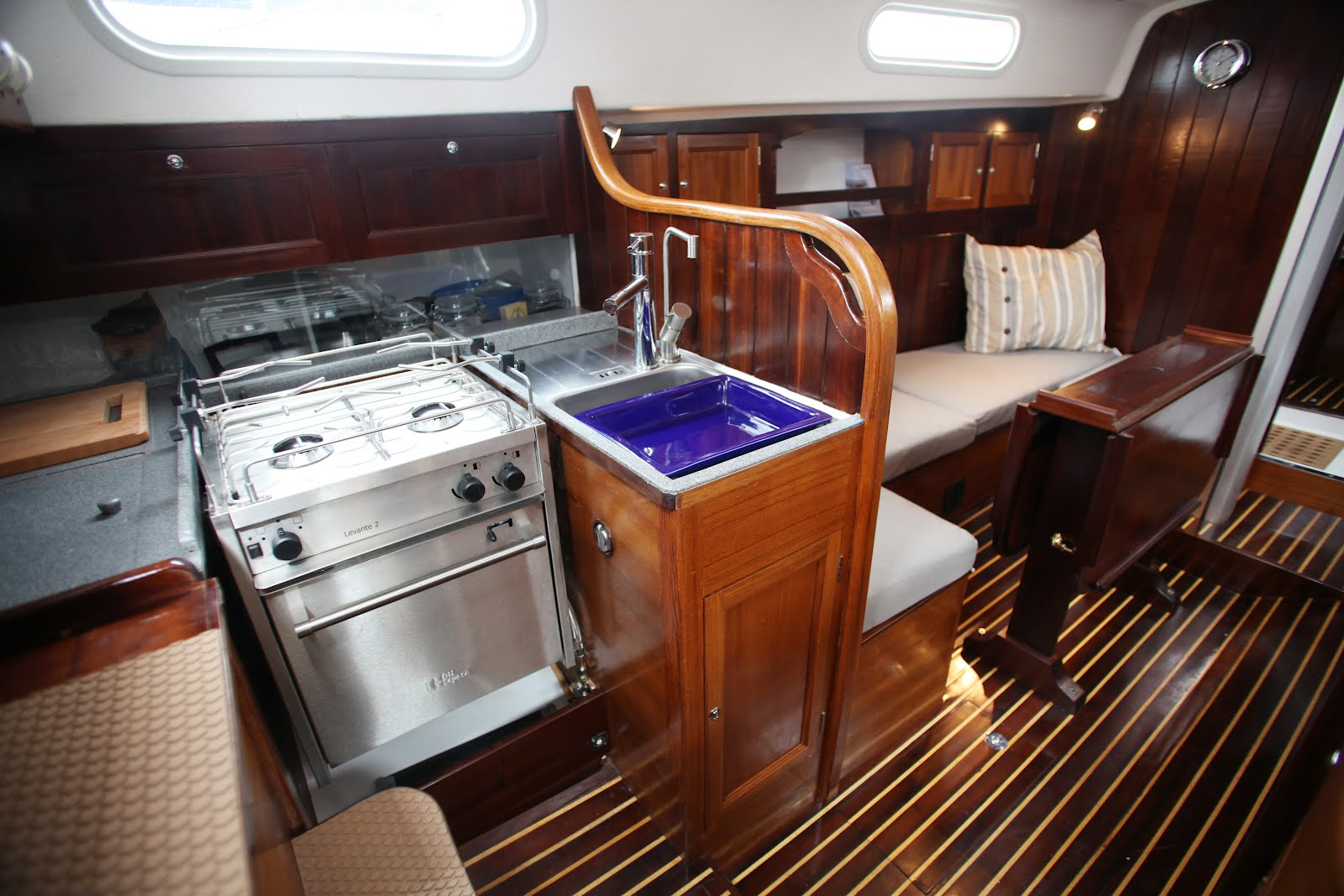
Typische Galley (auch Pantry genannt) mit Gasherd an Bord eines Segelschiffes

Beim letzten Versuch wurde eine mangelhafte Gasinstallation simuliert. Auf den meisten Yachten wird mit Gas gekocht. Es hatte in der Vergangenheit einige Unfälle mit Gasinstallationen gegeben, bei denen auch Menschenleben zu beklagen gewesen waren. Das Gas strömte in den Salon und wurde entzündet. Die dadurch ausgelöste Gasexplosion riss den Decksaufbau ab, verwüstete den Innenraum und schleuderte einen im Cockpit angebrachten Dummy 50 Meter weit. Der Rumpf selbst wurde aber nicht beschädigt, so dass das Boot nicht sank. Es wurde empfohlen, die Gasinstallation regelmäßig prüfen zu lassen, die Gaszufuhr bei Nichtgebrauch direkt an den Flaschen zu schließen, die Gasflaschen separat und gesichert unterzubringen und Gasmelder zu installieren.

## Nachwirkung
Nach dem Ende der Tests wurde die Yacht auf den zwei größten Bootsmessen Englands ausgestellt. Auf der London Boat Show 2012 im Exhibition Centre London bekam das Wrack einen Ausstellungsplatz kostenlos zur Verfügung gestellt, weil das Projekt sowohl als pädagogisch wertvoll als auch als Publikumsmagnet gesehen wurde. Die Seitenlage gab den Besuchern Einblick in den zerstörten Innenraum.
Heute dient das Boot der Ausbildung von Yacht-Gutachtern am International Boatbuilding Training College in Suffolk.
Da die Fizzical ein Schiff aus den frühen 1980ern ist, bleibt unklar, in welchem Umfang sich die an ihr gewonnenen Erkenntnisse auf neuere Yachten in veränderter Bauweise übertragen lassen.